# La canzone del negoziante Kalašnikov
La canzone del negoziante Kalašnikov (Песнь про купца Калашникова, Pesn' pro kupca Kalašnikova) è un cortometraggio del 1909 diretto da Vasilij Michajlovič Gončarov.